# Јемељановски рејон
Јемељановски рејон (рус. Емельяновский район) је општински рејон у централном делу Краснојарске Покрајине, Руске Федерације.
Административни центар рејона је насеље Јемељаново (рус. Емельяново). 
Године 1921. у Јемељанову је формиран сеоски савет. Већ 1936. формиран је рејон који се састојао од двадесет три рурална насеља.
Суседни рејони и области су:
- север: Бољшемуртински рејон
- североисток: Сухобузимски рејон
- исток: Бјерјозовски рејон и град Краснојарск
- југ: Балахтински рејон
- запад: Козулски и Бириљуски рејон

Укупна површина рејона је 7.440 km².
Укупан број становника је 47.845 (2014)